# Русова, София Фёдоровна
София Федоровна Русова (урожденная Линдфорс; 18 февраля 1856, Олешня, Черниговская губерния, Российская империя — 5 февраля 1940, Прага) — украинский педагог, прозаик, литературовед и общественный деятель, одна из пионерок украинского женского движения. Девичья фамилия — Линдфорс. Жена Александра Русова. Мать Юрия и Михаила Русовых, Любовь Александровна Русова.

## Биография
Родилась во французско-шведской семье, дочь генерала Ф. Ф. Линдфорса. С 9 лет жила в Киеве, где закончила Фундуклеевскую гимназию и вошла в украинскую патриотическую среду Лысенко-Старицких.
С 1871 года, вместе с сестрой Марией, вела в Киеве первый детский сад и внешкольное образование для взрослых.
1874-1876 — в Санкт-Петербурге была членом украинского землячества. Помогала мужу в подготовке полного «Кобзаря» Тараса Шевченко для издания в Праге в 1876 году.
Впоследствии на хуторе близ Борзны работала как повитуха и вела культурно-просветительскую работу. С 1879 года учительствовала в Олешне.
За связи с русскими революционными кругами арестована в 1881 году и с тех пор постоянно находилась под полицейским наблюдением. Часто преследуемая, меняла место пребывания, но везде включалась в общественную работу (в «Киевской Громаде», «Одесской Украинской Громаде», «Харьковском Обществе Грамотности», была председателем «Национального Комитета Учителей» и др.), устраивала публичные народные чтения, организовывала тайные школы. В 1879—1883 вместе с мужем жила и работала в Одессе. В Одессе составляла каталоги украинской литературы. Была заключена в одесской тюрьме.
С 1909 года преподаватель и профессор на Высших женских курсах А. В. Жекулиной и в Фребелевском педагогическом институте в Киеве.
Соучредитель и сотрудница педагогического журнала «Свитло» (1910-1914), член правления Благотворительного общества издания общеполезных и дешёвых книг. В январе 1913 в Петербурге на первом всероссийском женском съезде выступила в защиту обучения на украинском языке и поставила вопрос об обучении на родном языке.
С 1917 года — член Украинской Центральной Рады. При гетмане Скоропадском возглавляла департамент дошкольного и внешкольного образования в министерстве образования, осуществляла активную деятельность по дерусификации школ, организации курсов украиноведения, подготовке украинских школьных учебников и составлению плана и программы единой деятельной (трудовой) школы, которая должна иметь национальный характер и базироваться на теории Кершенштайнера (Трудовая школа). Была председателем Всеукраинского учительского союза. В октябре 1919 года в Каменце-Подольском была основана общественно-политическая организация «Союз украинок» во главе с Русовой.
С 1920 года — лектор педагогики Каменец-Подольского государственного украинского университета и председатель Украинского национального женского совета (до 1938 года). В ноябре 1920 г. в Каменце-Подольском открылись двухмесячные курсы украиноведения для старшин, военных чиновников и их семей, организованные культурно-образовательной управой при Генеральном штабе Действующей армии УНР; лекции читали профессор Иван Огиенко, профессор Биднов, София Русова.
С 1922 года в эмиграции, с 1923 в Праге, профессор педагогики Украинского педагогического института имени Михаила Драгоманова.

## Произведения Русовой
София Федоровна Русова — сотрудник многочисленных научных и популярных журналов — украинских и российских, автор трудов преимущественно по педагогическим вопросам (в частности дошкольного воспитания), но также литературы и искусства. Автор трудов о творчестве Т. Шевченко, Г. Сковороды, Р. Тагора.
Автор произведений «Дошкольное воспитание» (1918), «Первая читанка для взрослых для вечерних и воскресных школ» (1918), «Методика коллективного чтения» (1918), «Единая деятельная (трудовая) школа» (1923), «Теория и практика дошкольного воспитания» (1924), «Дидактика» (1925, 1930), «Современные течения в новой педагогике» (1932), «Роль женщины в дошкольном воспитании» (1934), «Кое-что о дефективных детях» (1935), «Нравственные задачи современной школы» (1938); воспоминаний «Мои воспоминания» (1939), «Наши выдающиеся женщины» (1934; второе изд. 1945).
Важнейшие труды:
- «Начальная география».-СПб,1911.
- «Методика начальной географии». — К.: Украинская школа, 1918.
- «Дошкольное воспитание» (1918)
- «Первая читанка для взрослых для вечерних и воскресных школ» (1918)
- «Методика коллективного чтения» (1918)
- «Единая деятельная (трудовая) школа» (1923)
- «Теория и практика дошкольного воспитания» (1924)
- «Дидактика» (1930)
- «Современные течения в новой педагогике» (1932)
- «Роль женщины в дошкольном воспитании» (1934)
- «Кое-что о дефективных детях» (1935)
- «Мои воспоминания».-Львов,1937
- «Нравственные задачи современной школы» (1938)
- учебники по географии и французскому языку;
- воспоминания («Мои воспоминания», 1939), «Наши выдающиеся Женщины» (1934; второе издание 1945).

Дала обзор украинской литературы в «Истории России в 19 века». (т. 4, 1908), в частности обзор творчества Григория Квитки-Основьяненко, исследовала драматическое творчество Спиридона Черкасенко, Александра Олеся и др., музыку Николая Лысенко и детскую литературу.
В 2004 году по заказу Государственного комитета информационной политики, телевидения и радиовещания Украины в серии социально значимых изданий отпечатано книгу Софии Русовой «Мемуары. Ежедневник».
В Киеве в микрорайоне Осокорки новая улица названа именем Софии Русовой.

## Основные идеи
Важнейшие принципы педагогической концепции Русовой:
- гуманизм
- демократизм
- народность
- природосоответствие
- культуросоответствие
- личностно-ориентированный подход
- социальная обусловленность воспитания
- общечеловеческие ценности

Центральное место в многогранном педагогическом наследии ученой занимает концепция украинской национальной системы образования и национального воспитания, в рамках которой получили своеобразную интерпретацию важнейшие, фундаментальные теоретико-методологические проблемы — цель, задачи, содержание, методы, принципы, формы образования, обучения и воспитания.
Идея национального воспитания — главная и определяющая в педагогической концепции С.Русовой, которая в методологическом плане приобретает основной и важнейшей закономерности развития теории и практики образования, школы, воспитания.
В центре педагогической концепции ученого находится ребенок с его врожденными задатками, способностями, возможностями, талантами.
Главная задача воспитания — обеспечение развития указанных факторов, а также национального самосознания и общечеловеческой морали; формирование социально зрелой, трудолюбивой, творческой личности, способной к сознательному общественному выбору и обогащения интеллектуального, духовного, экономического, социально-политического и культурного потенциала своего народа.

### Концепция родной украинской школы
- Успешно решать эти задачи призвана родная украинская школа — школа родного языка, гуманная и демократическая, в которой вся структура, система, цель и задачи, содержание и методы, принципы и формы, сам дух наполнены идеей украинства, обеспечение всестороннего и гармоничного развития ребенка.
- Система образования, школа, воспитание, по Русовой, должны осуществляться, прежде всего, в соответствии с принципом природосообразности воспитания, который предполагает, что воспитание должно основываться на научном понимании естественных и социальных процессов, согласовываться с общими законами развития природы и человека.

### Воспитательные принципы

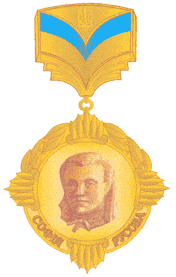
нагрудный знак Министерства образования Украины

Заслуживают внимания взгляды Русовой на проблемы умственного, нравственного, эстетического, трудового, дошкольного, семейного воспитания, подготовки воспитателей детского сада, учителя новой украинской школы и др.
- При решении проблем умственного воспитания ученая была более склонна к идее воспитания ума ребенка в процессе естественной, активной самостоятельной деятельности, хоть и не отрицала и другой — воспитание ума развивающей личности должно основываться на обобщенном опыте человечества, сконцентрированном в науке, технике, культуре, искусстве, практике.
- Разум должен руководить всей духовной деятельностью человека, а следовательно необходимое воспитание ума.
- Отведение ведущей роли нравственному воспитанию в осуществлении общей цели воспитания — «создать… человека в лучшем значении этого слова», звучит лейтмотивом во многих произведениях С.Русовой, выражая гуманистическую направленность его педагогических идей. Нравственное воспитание детей, по ее убеждению, может быть эффективным только тогда, когда оно имеет целенаправленный характер и осуществляется планомерно, начиная с самого раннего возраста ребенка, основываясь на национальной основе.

Память
В честь С. Русовой в 2016 году выпущена монета 2 гривны.

## Использованные источники
- Енциклопедія українознавства (укр.) / В. Кубійович. — Париж; Нью-Йорк: Молоде Життя, 1954—1989.
- Софія Русова — талановита дочка України // Сайт Кіровоградської ОУНБ Архивная копия от 15 июля 2019 на Wayback Machine
- Дорошенко Н. Софія Русова як педагог // Шлях виховання і навчання. — Л., 1936
- Лукачова О. Софія Русова // Наша Школа. — Ужгород, 1936
- Ярема Я. Софія Федорівна Ліндфорс-Русова // Промінь, ч. 11—12. — Вінніпеґ, 1970.
- Зайченко Іван. Апостол правди і науки: Софія Русова. До 150-річчя від дня народження
- Русова Софія. Мемуари. Щоденник. — К.: Поліграфкнига, 2004. — 544 с.
- Завальнюк О. М. Історія Кам’янець-Подільського державного українського університету в іменах (1918—1921 рр.). — Кам’янець-Подільський: Абетка-НОВА, 2006. — С. 286—291.